# Пётровский, Якуб
Я́куб Пётро́вский (пол. Jakub Piotrowski; род. 4 октября 1997, Торунь, Торуньское воеводство) — польский футболист, защитник клуба «Лудогорец» и сборной Польши. Участник чемпионата Европы 2024.

## Клубная карьера
В 2014 году Пётровский начал профессиональную карьеру в клубе «Вда Свеце». В 2015 году Якуб перешёл в «Погонь». 8 ноября в матче против «Легии» он дебютировал в польской Экстраклассе. В начале 2017 года Пётровский был отдан в аренду в «Стомиль». В матче против сосновецкого «Заглембе» он дебютировал в Первой польской лиге. После окончания аренды Пётровский вернулся в «Погонь». 10 декабря в матче против любинского «Заглембе» Якуб забил свой первый гол за клуб. Летом 2018 года Пётровский перешёл в бельгийский «Генк». Сумма трансфера составила 2 млн. евро. 28 октября в матче против льежского «Стандарда» он дебютировал в Жюпиле лиге.

## Достижения
«Генк»
- Чемпион Бельгии: 2018/19